# Gungnir

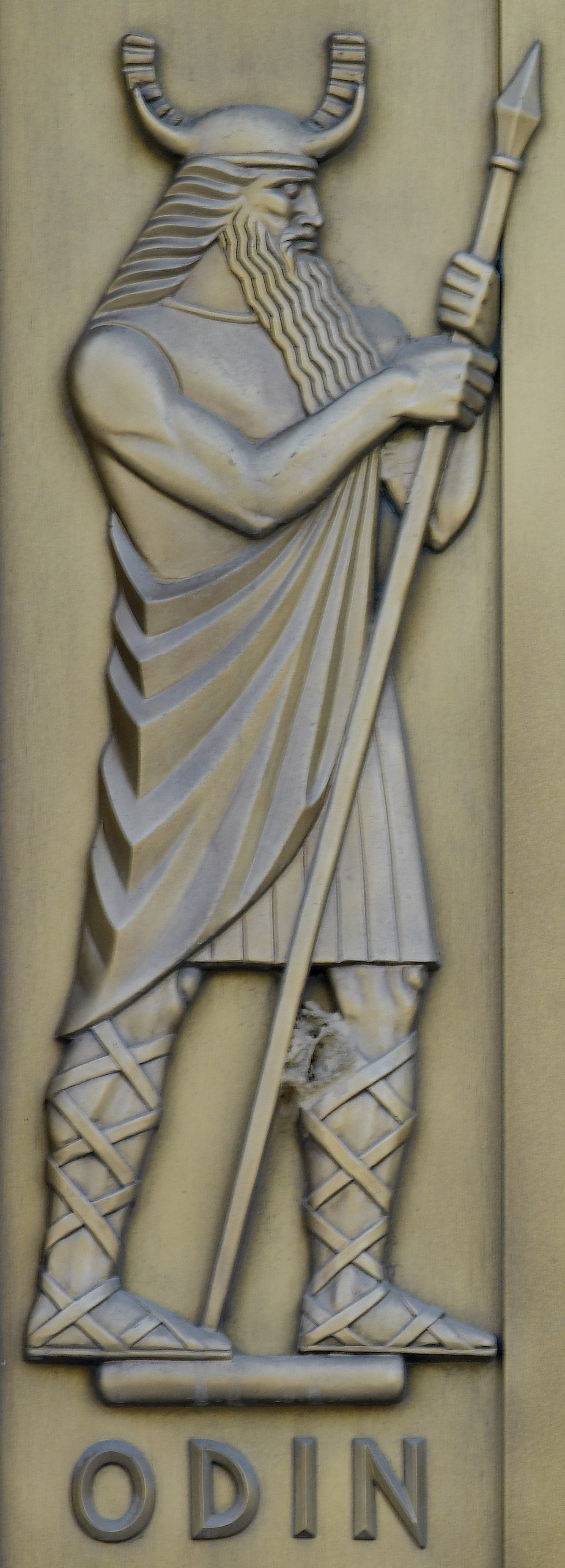
Lee Lawrie, Odin (1939). Bibliothèque du Congrès John Adams Building, Washington, D.C.

Dans la mythologie nordique, Gungnir (en vieil islandais « le chancelant ») est la lance du dieu Odin. Elle ne peut pas être arrêtée pendant son jet.
Elle ne rate jamais sa cible et revient à la main du lanceur.
Il n'existe que peu de mythes préservés où la lance Gungnir possède un rôle important, toutefois il s'agit de l'attribut le plus célèbre d'Odin qui est parfois représenté dans l'art scandinave portant sa lance.

## Étymologie
Gungnir signifie « le chancelant » en vieil islandais,. Dans l'Edda en prose, Snorri Sturluson qualifie Gungnir de geirr, ce qui correspond au vieux français agier ou algier signifiant « lance », « javelot » ou « dard ».

## Mentions dans les textes mythologiques

### Edda Poétique
Dans le poème eddique Völuspá 24, Odin fait voler une lance sur les Vanes pour signaler le commencement de la guerre toutefois il n'est pas certain qu'il s'agisse de Gungnir. Similairement, une lance jetée vers l'ennemi était une dédicace au dieu Odin, comme l'attestent plusieurs sagas et poèmes nordiques.
Dans Hávamál 138, Odin s'autosacrifie percé d'une lance sur l'arbre monde Yggdrasil, ce qui lui permet dans sa souffrance de découvrir le pouvoir des runes :
| 138. Veit ec at ec hecc vindga meiði a netr allar nío, geiri vndaþr oc gefinn Oðni, sialfr sialfom mer, a þeim meiþi, er mangi veit, hvers hann af rótom renn. | 138. Je sais que je pendis A l'arbre battu des vents Neufs nuits pleines, Navré d'une lance Et donné à Ódinn, Moi-même à moi-même donné, - À cet arbre Dont nul ne sait D'où proviennent les racines. |  |

Il est probable qu'il s'agisse de la lance Gungnir. Cet épisode était sans doute commémoré par les germains lors de leurs sacrifices humains offerts à Odin, qui consistaient typiquement à pendre le sacrifié et à le transpercer d'une lance,.
Dans Sigrdrífumál 17, la valkyrie Sigrdrífa verse au héros Sigurd l'application magique des runes et lui apprend que des runes sont gravées sur le bout de la lance Gungnir. Ceci correspond aux pratiques germaniques anciennes, en effet, des gravures runiques ont été retrouvées sur des lances datant des grandes invasions.

### Edda de Snorri
Dans l'eschatologie nordique, le Ragnarök est une bataille prophétique où s'affronteront dieux et hommes, menés par Odin, face aux géants et autres puissances destructrices, menés par le dieu malin Loki. Au chapitre 51 de la partie Gylfaginning de l'Edda de Snorri qui décrit les événements de la bataille on lit qu'Odin chevauchera avec sa lance Gungnir, mais il périra au combat face au loup Fenrir :

« En tête chevauchera Odin, portant heaume d'or et magnifique broigne, et tenant sa lance qui s'appelle Gungnir. »

— Gylfaginning, chapitre 51
La fabrication de Gungnir est expliquée dans la partie Skáldskaparmál de l'Edda de Snorri. Le dieu farceur Loki a coupé la chevelure de la déesse Sif, épouse de Thor. Lorsque Thor menace Loki de le broyer, ce dernier propose de récupérer chez les nains une chevelure d'or. La chevelure est fabriquée par les nains fils d'Ivaldi, avec le bateau Skidbladnir pour Freyr et la lance Gungnir pour Odin qui « ne s'arrêterait jamais pendant son jet ». Le dieu malin Loki parie alors sa tête que les nains Brokk et Eitri (ou Sindri) ne réussiraient pas à forger de meilleurs objets que les trois premiers. Les nains forgent une seconde série de trois objets malgré les tentatives de distraction de Loki métamorphosé en mouche pour les piquer pendant la forge. Il en résulte l'anneau Draupnir pour Odin, le verrat Gullinbursti pour Freyr et le célèbre marteau Mjöllnir pour Thor. Les Ases décident que la nouvelle série d'objets est plus fabuleuse puisque Mjöllnir sera leur meilleure protection contre les géants.

### Poèmes scaldiques
Le kenning (au pluriel, kenningar) est une figure de style propre à la poésie scandinave qui consiste à remplacer un mot, ou le nom d'un personnage ou d'une créature par une périphrase. Odin est parfois désigné par des kenningar qui se réfèrent à son arme Gungnir. Dès le IXe siècle, le scalde Bragi Boddason désigne Odin en tant que Gungnis váfaðr (« le secoueur de Gungnir ») dans un fragment de poème préservé. Egill Skallagrímsson le nomme geirs dróttinn (« le seigneur de l'agier ») dans le poème Sonatorrek 22 (écrit vers 960),, et Kormákr Ögmundarson désigne Odin en tant que possesseur de Gungnir.

## Témoignages archéologiques
Des gravures sur pierre du sud de la Scandinavie datant de l'âge du bronze représentent un dieu à lance qui est sans doute Odin. Autrement, des pierres gravées de l'âge des Vikings représentent souvent Odin muni d'une lance et parfois accompagné de ses corbeaux ou chevauchant son cheval à huit jambes Sleipnir.

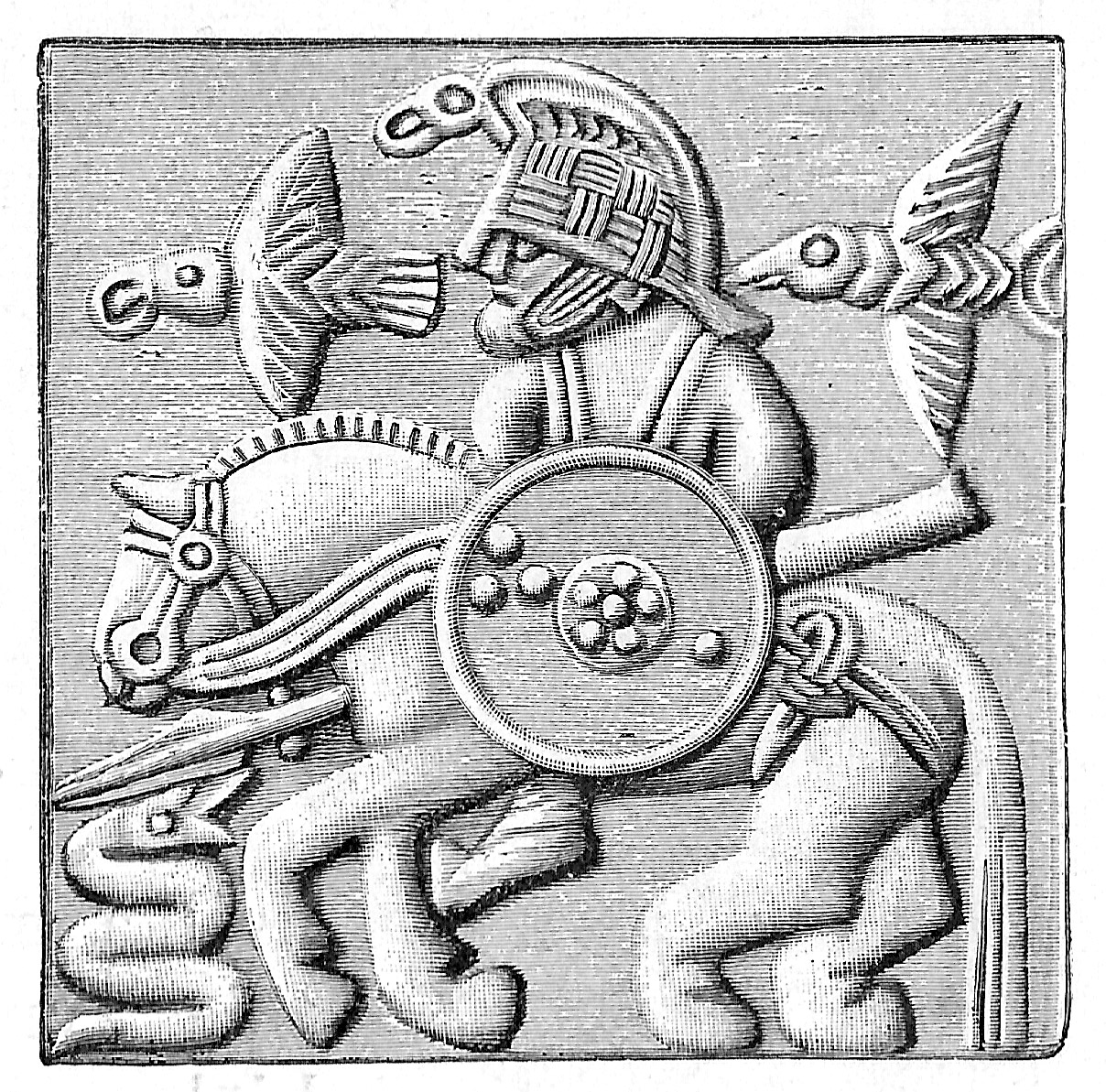
Plaque d'un casque de l'Âge de Vendel qui pourrait représenter Odin avec une lance et accompagné de ses deux corbeaux Hugin et Munin.
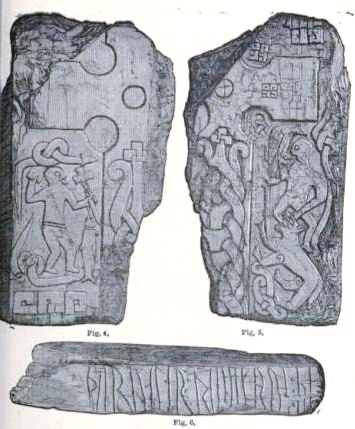
La croix de Thorwald représentant peut être Odin muni d'une lance en train de se faire engloutir par Fenrir au Ragnarök.
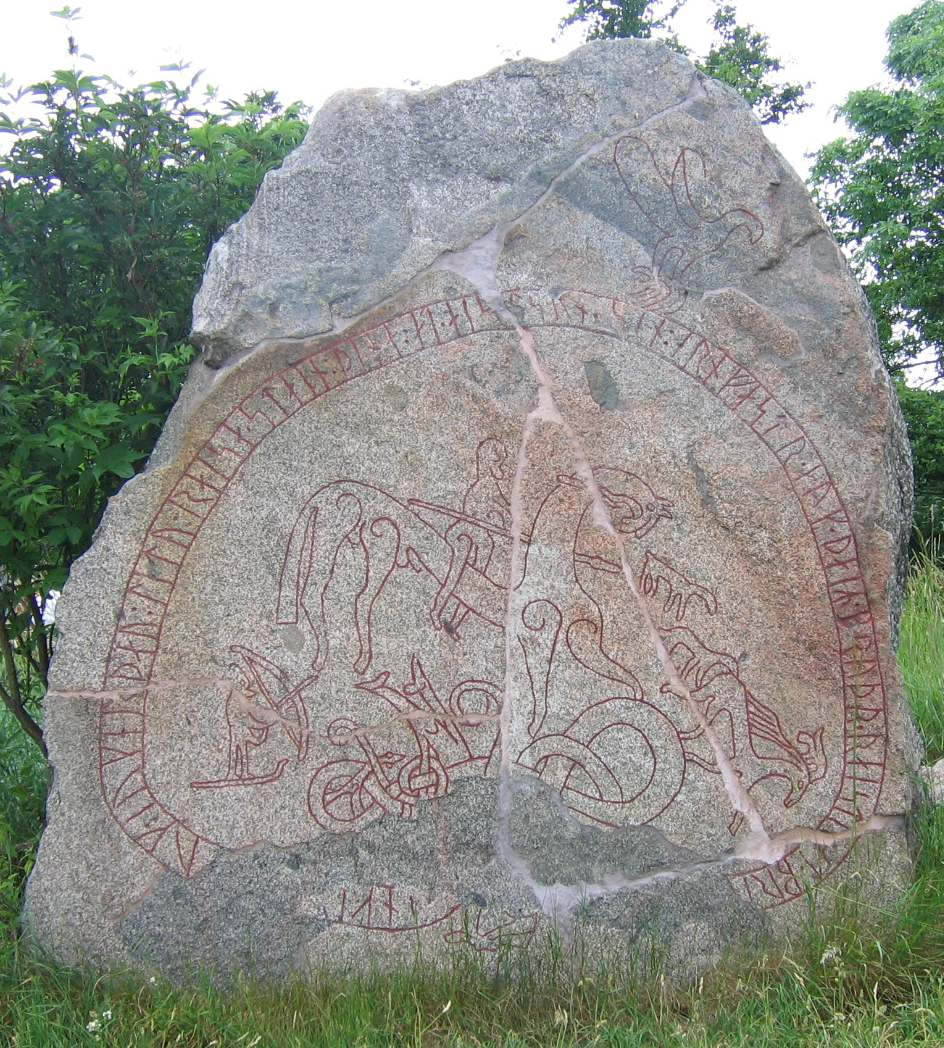
Pierre runique de Böksta représentant Odin à cheval et portant sa lance, chassant un cervidé, et accompagné vraisemblablement de ses deux corbeaux et deux loups.

## Théories
Selon une théorie communément admise, le dieu Týr aurait été supplanté par Odin lors des grandes invasions en tant que dieu principal du panthéon germanique. Selon J. Schwietering (1923) ce transfert refléterait le changement dans l'armement de combat de l'épée à la lance, toutefois les spécialistes actuels rejettent cette théorie. Il est possible que la lance ait toujours été pertinente comme symbole de royauté.

## Gungnir dans la culture populaire

### Bandes dessinées et mangas
- Dans l'anime Senki Zesshou Symphogear, l'héroïne, Hibiki Tachibana possède une armure de combat lié à une gemme venant de la lance Gungnir lui permettant en X-Drive, de générer une lance pour se battre.

- Dans l'anime Inazuma Eleven, une Supertechnique de Tir nommée Gungnir, notamment utilisée par Dvalin, permet de changer de dimension pour frapper. Ce tir de couleur magenta possède la forme d'une lance.

- Dans la série télévisée American Gods, Grimnir cherche à réparer Gungnir pour se préparer à la guerre.

### Jeu vidéo
- Dans le jeu vidéo Fire Emblem: Genealogy of the Holy War, la lance Gungnir est l'une des 12 armes saintes, autrefois utilisée par le croisé Dáinn et transmise à ses descendants de l'époque de l'intrigue du jeu, le roi de Thracia Travant et son fils le prince Arion. Elle fait également une apparition plus discrète dans Fire Emblem: Awakening[15].
- Dans God of War Ragnarök, la lance Gungnir est utilisée par Odin sous de multiples formes. Grâce au pouvoir du bifröst, le Père de tout dissimule la véritable nature de Gungnir, l'utilisant notamment sous la forme d'un sceptre, d'une cane (lorsqu'il se déplace) et bien sûr sous sa forme de combat. Dans cette dernière, Odin fait surgir la lame (rétractable) du bout de sa lance qui est elle-même bardée d'enchantements. En combinant un nœud coulant avec sa lance, celle-ci prend la forme d'un fouet et permet à Odin d'attaquer à distance.
- Dans le jeu vidéo Assassin's Creed Valhalla, la lance Gungnir est une arme mythique que le joueur peut trouver à l'intérieur de la caverne de Goinnhellir, dans la région du Hordafylke en Norvège[16].